# François Hilsum
François Hilsum (né le 26 janvier 1929 dans le XVIe arrondissement de Paris et mort le 16 mars 2020 à Pontoise) est un peintre et un journaliste (de la presse communiste) français.

## Biographie
François Hilsum est issu d'une famille de militants communistes. Son père, René Hilsum, est libraire et sa mère, Marcelle Grandjux, artiste peintre,. Son frère Gérard est attaché en 1946 au cabinet d'Auguste Lecœur, sous-secrétaire d’État au charbon. Sa grand-mère était militante révolutionnaire et son grand-oncle vice-président de la Seconde internationale.
Engagé dans la Résistance à 14 ans, en 1943, il adhère au Parti communiste français en avril 1945.
François Hilsum est membre du bureau national de l'Union de la jeunesse républicaine de France à partir de 1953. Il rejoint l'Union de la Jeunesse communiste en 1956. Il devient secrétaire national des Jeunesses communistes en 1967.
D'abord chaudronnier, il a également été metteur en scène et artiste-peintre. Il a par ailleurs été chargé de la photographie au journal L'Humanité, journal dont il est directeur adjoint de 1980 à 1989. Dans les années 1980, il devient rédacteur en chef de L'Humanité Dimanche.
François Hilsum est conseiller général du canton de Sartrouville de 1973 à 1985, vice-président du Conseil général des Yvelines de 1975 à 1981.
À partir de 1992, il renoue avec une passion de jeunesse : la peinture. Du 13 au 24 juillet 2017, Hilsum expose ses œuvres « vives, énergiques et métaphoriques » à l'Orangerie du sénat, au Jardin du Luxembourg, avec comme titre Arpenteur d'imaginaires.